# Atribacter laminatus
Espèce
Atribacter laminatus est une espèce de bactéries de la famille des Atribacteraceae.

## Historique
La souche type de cette espèce Atribacter laminatus a été isolée d'un mélange de sédiments et d'eau prélevés à partir de sédiments profonds d'un aquifère salin comprenant du gaz naturel au Japon.

## Description
Ces bactéries sont des bacilles à gram négatif anaérobies stricts, ne formant pas de spores mais pouvant aussi avoir une forme plus ovoïde avec des extrémités plus pointues. Leurs dimensions sont de 0,6 à 0,8 μm de large et de 1,3 à 1,8 μm de long. Contrairement à la plupart des bactéries gram négatives, les cellules d'Atribacter laminatus possèdent trois bicouches lipidiques.
En culture, ces bactéries forment des colonies brun clair, circulaires et convexes. La croissance de ces bactéries est optimale à 45 °C, pH 7.3 et avec une salinité de 0,1 M mais elle peut se produire aussi dans des intervalles de 20 à 50 °C, pH de 6,4 à 8,2 et 0,01 M à 0,6 M. La culture de cette bactérie nécessite la présence d'extrait de levure tandis que la peptone et les acides casaminés ne la stimulent pas. Cette culture peut aussi être améliorée avec un méthanogène piégeur d'hydrogène.
La croissance est possible avec les sucres suivants :  cellobiose, fructose, galactose, glucose, mannitol, mannose, pectine, raffinose, rhamnose, saccharose, sorbitol, xylose. La dégradation du glucose produit de l'acétate, de l'hydrogène et du dioxyde de carbone. Atribacter laminatus n'utilise pas les sucres suivants : amidon, arabinose, cellulose, gélatine, lactose, maltose, mélibiose, ribose, tréhalose.

## Taxonomie
Le nom correct complet (avec auteur) de ce taxon est Atribacter laminatus Katayama et al. 2021. Sa souche type est le souche RT761 déposée dans des banques de cultures bactériennes sous les numéros NBRC112890 et DSM 105538.

### Étymologie
L'étymologie de cette espèce est la suivante : la.mi.na.tus. L. fem. n. lamina, couche; N.L. masc. adj. laminatus, en couches, appartenant à une membrane cellulaire multicouches.

## Antibiorésistance
Atribacter laminatus est sensible au chloramphénicol, à la kanamycine, la rifampicine et la vancomycine, mais résistante à l'ampicilline.  Katayama classe cette bactérie comme à la fois résistante et sensible à la néomycine.